# Chicken or beef?
Chicken or beef? es el 69no episodio de la serie de televisión norteamericana Gilmore Girls.

## Resumen del episodio
Rory regresa a Stars Hollow para pasar su primer fin de semana libre, aunque encuentra a su madre rodeada de un sistema de alarmas puesto por Kirk, quien afirma que se interesa por la seguridad de Lorelai, ya que ahora ésta vive sola. Rory se encuentra con su exnovio Dean, quien la invita a su boda para el día siguiente. Esa noche, sin embargo, Dean llega a Luke's con sus amigos luego de su despedida de soltero, y en medio de la borrachera empieza a hablar de Rory, y Luke comprueba que él no ha podido olvidarla. Mientras tanto, Lorelai y Sookie visitan a Michel en su nuevo trabajo y le proponen para que se una al Dragonfly; en la reunión del pueblo, Taylor irrita a Lorelai y a Sookie cuando no les permita hablar más sobre la nueva posada. Taylor les dice que deberá hacerse una revisión al día siguiente en la mañana, y cuando afirma que no pasa la prueba, Lorelai explota y le pregunta qué le sucede. Taylor responde que quiere poner un carrito de helado en la calle frente a Luke's y ella debe convencerlo, y así lo hace; Lane, Zach y Brian deben buscar un reemplazante de Dave, quien está en la universidad. Y Luke le pide a Rory para que no vaya a la boda de Dean, algo que le sorprende aunque le obedece.

## Curiosidades
- Rory llega a casa el viernes en la noche, ¿qué pasó entonces con la cena de los Gilmore?

- Datos: Q5766064